# Koyamaia
Koyamaia is een geslacht van hooiwagens uit de familie Sclerosomatidae.
De wetenschappelijke naam Koyamaia is voor het eerst geldig gepubliceerd door Suzuki in 1972. 

## Soorten
Koyamaia is monotypisch en omvat slechts de volgende soort:
- Koyamaia curvipes